# Sangen om den røde rubin
Sangen om den røde rubin er en roman af Agnar Mykle (1915-1994). Bogen blev udgivet i 1956 og er Mykles mest kendte roman. Den er en fortsættelse af forfatterens forrige bog, Lasso rundt fru Luna (1954).
Romanen skildrer den unge Ask Burlefots vej gennem skam, nederlag og triumfer frem til en dybere forståelse af sig selv. Hovedpersonen er i en situation, hvor han orienterer sig bort fra de småborgerlige værdier, som har præget hans opvækst, samtidig som han endnu ikke har etableret et sikkert fodfæste i livet. Særlig står forholdet til kvinderne i fokus. Hovedpersonen er dybt splittet i sit syn på kvinder.
Den påfølgende retsproces blev udløst af et anonymt brev til Kirkedepartementet fra en kvinde i Bergen. Den røde rubin er en meget udleverende nøgleroman, og kvinden genkendte sig selv som "en af de kvinder, der er så grusomt omtalt". Hun havde holdt "fortvivlet meget" af Mykle, og var til gengæld blevet udleveret af ham i en grad, så hun - og flere andre kvinder - gennem flere tiår fik livet helt ødelagt. Her havde Mykle meget at stå til ansvar for, og det bidrog i stor grad til, at retsprocessen blev igangsat - "Det var sandsynligvis lige så vigtigt for reaktionen mod Mykles roman "Sangen om den røde rubin", at den var en nøgleroman med identificerbare modeller, som at den var pornografisk."
Bogen blev politianmeldt på grund af dristige seksualskildringer. En omfattende retsproces – "Myklesaken" – førte først til at bogen blev konfiskeret og forbudt i 1957, Mykle og forlæggeren Harald Grieg blev frikendt, men det blev alligevel fastslået i domafgørelsen at romanen var utugtig. Bogen skulle efter ordre fra den norske rigsadvokat øjeblikkelig beslaglægges. En anke førte til at sagen kom til Norges Høyesterett, hvor forlaget og forfatteren blev frikendt den 9. maj 1958, hvorefter bogen igen måtte sælges.

## "Krigen" mod Danmark
Sangen om den røde rubin blev sat op af Rigsteatret med urpremiere 4. februar 2010. I Danmark blev bogen filmatiseret, og ovenikøbet lanceret som et "lystspil". Kritikerne slagtede filmen, men publikum strømmede til. Embla blev spillet af Ghita Nørby. Mykle var yderst misfornøjet med filmen, og truede Danmark med "åndelig krig". I en samtale med Dagbladet forklarede han dog, at han havde afblæst krigen pga. Ghita Nørbys "smilehull i overlæben". I et portrætinterview med hende i 2006 mindede Dagbladets journalist Nørby om episoden; men den ville hun ikke høre om.
Udenlandske filmselskaber havde allerede i 1957 vist interesse for filmrettighederne til Rubinen; men Mykles krav i forhandlingerne gjorde det svært at få en aftale. Han forlangte en filmatisering af både Lasso rundt fru Luna og Sangen om den røde rubin. Dertil ville han have fuld kontrol over det kunstneriske produkt. Forhandlingerne strandede, og i 1966, da han havde hårdt brug for pengene, tilbød han rettighederne i et åbent standardbrev for cash US $ 44.444,44 + cash US $ 5.555,55 og begrundede beløbenes størrelse med, at "The song of the red ruby is definitely a better book than Lolita". Det følgende år accepterede han alligevel Palladiums tilbud på 40.000 kroner. 17. september 1969 begyndte filmoptagelserne med Ole Søltoft fra Sengekantsfilmene som Ask. Filmens producent, John Hilbard, forsikrede, at filmversionen kom til at være "meget loyal" overfor romanen, selv om handlingen ville blive lagt til Danmark og samtiden. Hilbard afviste på det bestemteste, at filmen ville spekulere i de erotiske scener. Filmen fik premiere 2. marts 1970. I tidsskriftet Film 70 skrev Jørgen I. Jensen: "For den statistisk interesserede: Filmen rummer ca. 25 coitus. For den pornografisk interesserede: Man ser ikke rigtig noget. For den film-interesserede: Filmen rummer stort set ikke andet. For den lystspil-interesserede: Ole Søltoft er elskeren."
Dagbladet havde 23. juni 1970 trykket Mykles "krigserklæring" med fede typer i sin avis. Den lød: "Norge erklærer Danmark krig!" Mykle skrev, at fremtidens historiebøger ville omtale denne krig som "passionskrigen" med start 1. september 1970. Det ville give Danmark to måneder til at "mobilisere sin hær, sin marine og sit flyvevåben".
Ifølge Mykle havde Danmark krænket en af Norges to nationalhelligdomme, Nidarosdomen og Nordens største roman, Sangen om den røde rubin. Nogle dage forinden havde han nemlig set Annelise Meineches filmatisering af hans to romaner, Lasso rundt fru Luna og Sangen om den røde rubin. Mykle skrev, at havde han ikke haft den udvej at grine, var han død af hedeslag under fremvisningen. Pål Bang-Hansen skrev fra filmfestivalen i Cannes i Arbeiderbladet 4. maj 1970: "Det eneste bidrag af betydning fra vores side, bliver formentlig romangrundlaget for danskernes Sangen om den røde rubin, som vises på en af baggadernes biografer i de næste dage. – Højst sandsynligt vil der ikke være nogen grund til at udvise national stolthed i den anledning." Mykle sendte imidlertid et åbent brev adresseret til Klaus Rifbjerg: "Tak for din betingede støtte til Norges krig mod Danmark. Stop. Som jo intet andet er end krigen mellem det ægte og det uægte. Stop. Mellem lidenskaben og lunkenheden. Stop. Mellem det umulige og det ligegyldige. Stop. Mellem kunsten og reklamen. Stop. Du har ikke set filmen om den røde rubin. Stop. Gå og se den. Stop. Du vil få dit livs nordiske rystelse. Stop. Du vil se et hul så dybt som Nidarosdomen. Stop. Du vil bakke bagud. Stop. Du vil blive dansk afhopper. Stop. Du vil spise dit danske pas. Stop. Du vil melde dig som frivillig til den norske hær. Stop. Velkommen. Stop. Også om du foretrekker marinen. Stop. Norges marine trænger officerer som ved forskel på en whisky-dunk og en torpedo. Stop. Du vil gøre en rask og lysende karrière. Stop. Orlogskaptajn med det samme. Stop. Efter to måneder opryk til admiral. Stop. En dansk mand som admiral for den norske krigsflåde. Stop. Det er verdenshistorie. Stop. Ubetinget. Agnar Mykle." Mykle truede med sagsøge filmselskabet Palladium for "kunstnerisk vandalisme", og forlange 32 millioner kroner i erstatning. Men Ghita Nørbys smilehul reddede dem fra det.

## Ekstern henvisning
- Opgave om ”Sangen om den røde rubin”